# Буруны (Астраханская область)
Буруны — посёлок в Наримановском районе Астраханской области России, административный центр сельского поселения Астраханский сельсовет. Посёлок расположен на северном берегу ильменя Чичин в 85 км к западу от Астрахани.
Население — 2178 человек (2014)
Основан как село Сяяни-Экен в 1929 году.

## Физико-географическая характеристика
Посёлок расположен на юго-западе Наримановского района, в пределах Прикаспийской низменности, являющейся частью Восточно-Европейской равнины, на северном берегу ильменя Чичин. Высота — 25 м ниже уровня моря. Рельеф местности равнинный, слабо-волнистый. Для рассматриваемой территории характерен ильменно-бугровой ландшафт, представленными урочищами бэровских бугров и межбугровых понижений.
Расстояние до столицы Астраханской области города Астрахани составляет 85 км, до районного центра города Нариманов — 120 км.
Согласно классификации климатов Кёппена-Гейгера тип климата — семиаридный (индекс BSk). Среднегодовая температура воздуха — 10,1 °C, среднегодовая норма осадков — 230 мм. Почвенный покров комплексный: на буграх Бэра распространены бурые полупустынные почвы, в межбугровых понижениях ильменно-болотные и ильменно-луговые почвы.

## История
С XVII века эти земли населяли калмыки-кочевники. После Октябрьской революции калмыки постепенно стали переходить к оседлому образу жизни. Люди селились на территории родами, образуя небольшие поселения (хотоны). В те годы аймак, входивший в состав Яндыко-Мочажного улуса, состоял их пяти хотонов — Шикиртя, Кеглтя, Дегид, Богрда и Хара-Усун, каждый из которых насчитывал в среднем около 40 дворов.
В 1929 году на территории аймака был образован животноводческий колхоз имени Канукова. На северном берегу озера Чиичня-Цаган была возведена центральная усадьба совхоза, названная — Сяяни-Экен (калм. Сәәни Экн — «хорошее начало»). 28 декабря 1943 года калмыки были депортированы, Калмыцкая АССР ликвидирована, сельсовет передан Астраханской области на основании Указа Президиума ВС СССР от 27.12.1943 года «О ликвидации Калмыцкой АССР и образовании Астраханской области в составе РСФСР». Посёлок был переименован в Барун (калм. Барун — «правый»). В 1944 году на базе колхоза имени Канукова был образован совхоз «Астраханский», и по названию совхоза поселок также стал называться Астраханский. В 1969 г. посёлок Астраханский переименован в Буруны.

## Население
| 2002 | 2010  | 2013  | 2014  |
| ---- | ----- | ----- | ----- |
| 2304 | ↘2147 | ↗2176 | ↗2178 |

| Национальность | Численность | Процент |
| -------------- | ----------- | ------- |
| Казахи         | 847         | 37,1%   |
| Русские        | 496         | 21,73%  |
| Калмыки        | 478         | 20,94%  |
| Даргинцы       | 243         | 10,64%  |
| Татары         | 135         | 5,91%   |
| Аварцы         | 16          | 0,7%    |
| Корейцы        | 14          | 0,61%   |
| Украинцы       | 13          | 0,57%   |
| Осетины        | 10          | 0,44%   |
| Армяне         | 9           | 0,39%   |
| Кумыки         | 6           | 0,26%   |
| Узбеки         | 6           | 0,26%   |
| Грузины        | 4           | 0,18%   |
| Арабы          | 3           | 0,13%   |
| Чуваши         | 3           | 0,13%   |
| Всего          | 2283        | 100%    |

## Социальная инфраструктура
В посёлке имеется несколько магазинов, культурно-спортивный центр (дом культуры, библиотека, спортивный зал). Медицинское обслуживание жителей обеспечивает Наримановская районная больница № 1 со стационаром, поликлиникой и отделением скорой помощи. Среднее образование жители посёлка получают в расположенной в посёлке средней общеобразовательной школе № 7, дошкольное — в детском саду «Былина»
Посёлок электрифицирован, газифицирован, действуют системы централизованного водоснабжения и водоотведения

## Известные жители и уроженцы
- Балакаев, Алексей Гучинович — народный писатель Калмыкии.
- Мусаев, Мукат — Герой Советского Союза
- Байков, Сергей Алексеевич — Герой Социалистического Труда

## Фотогалерея

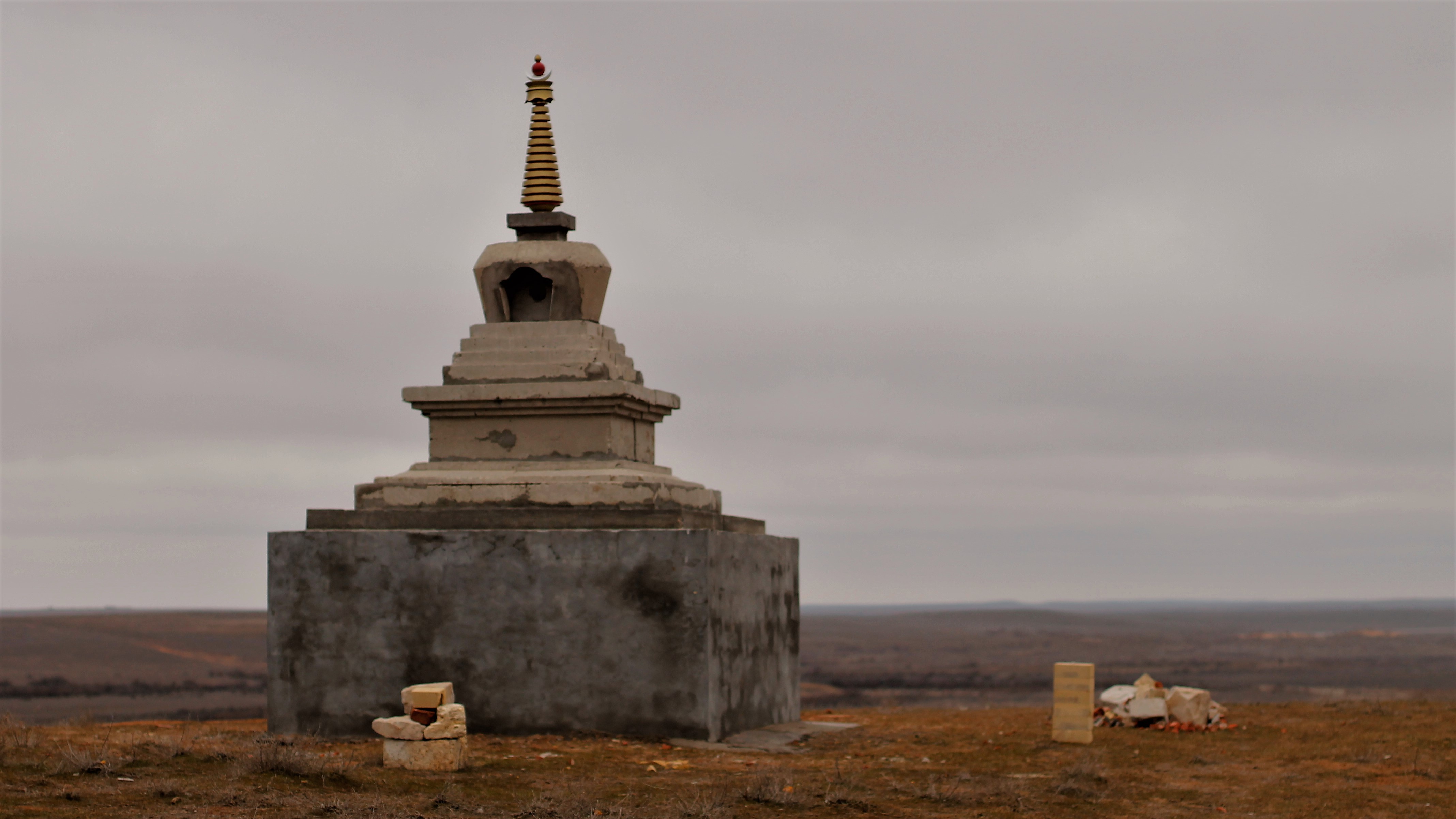
Калмыцкая ступа недалеко от села
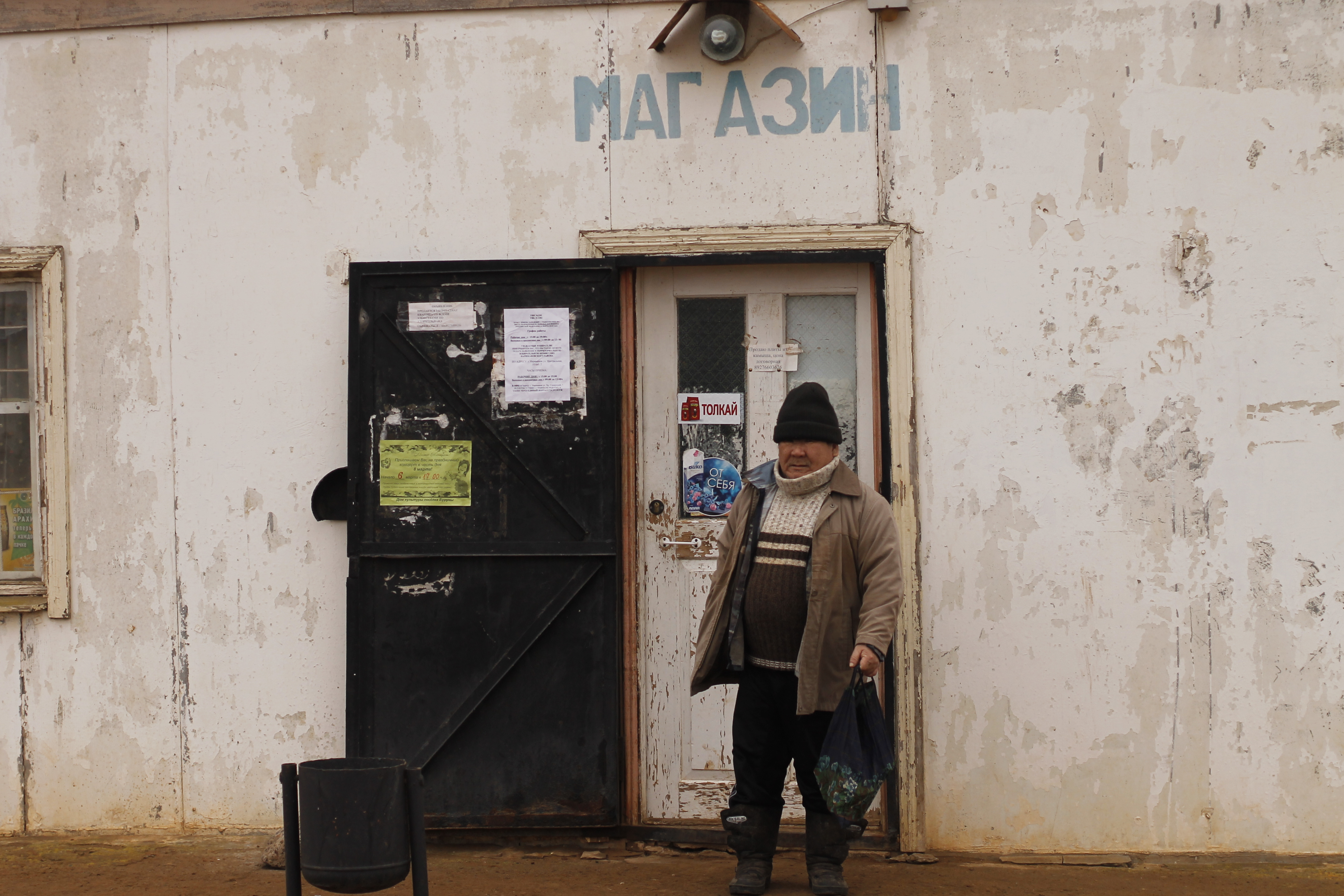
Магазин в Бурунах
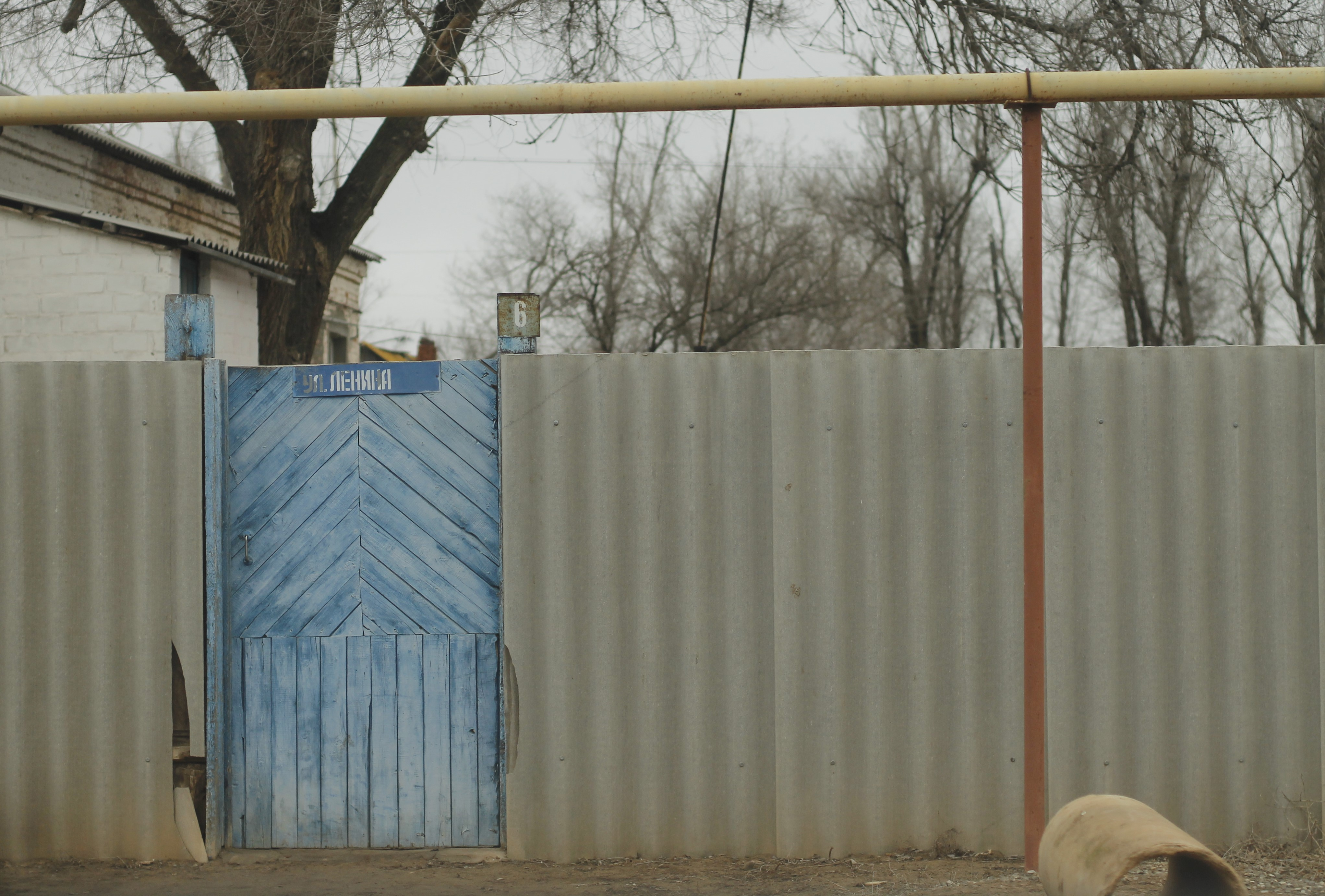
Забор дома 6 по улице Ленина
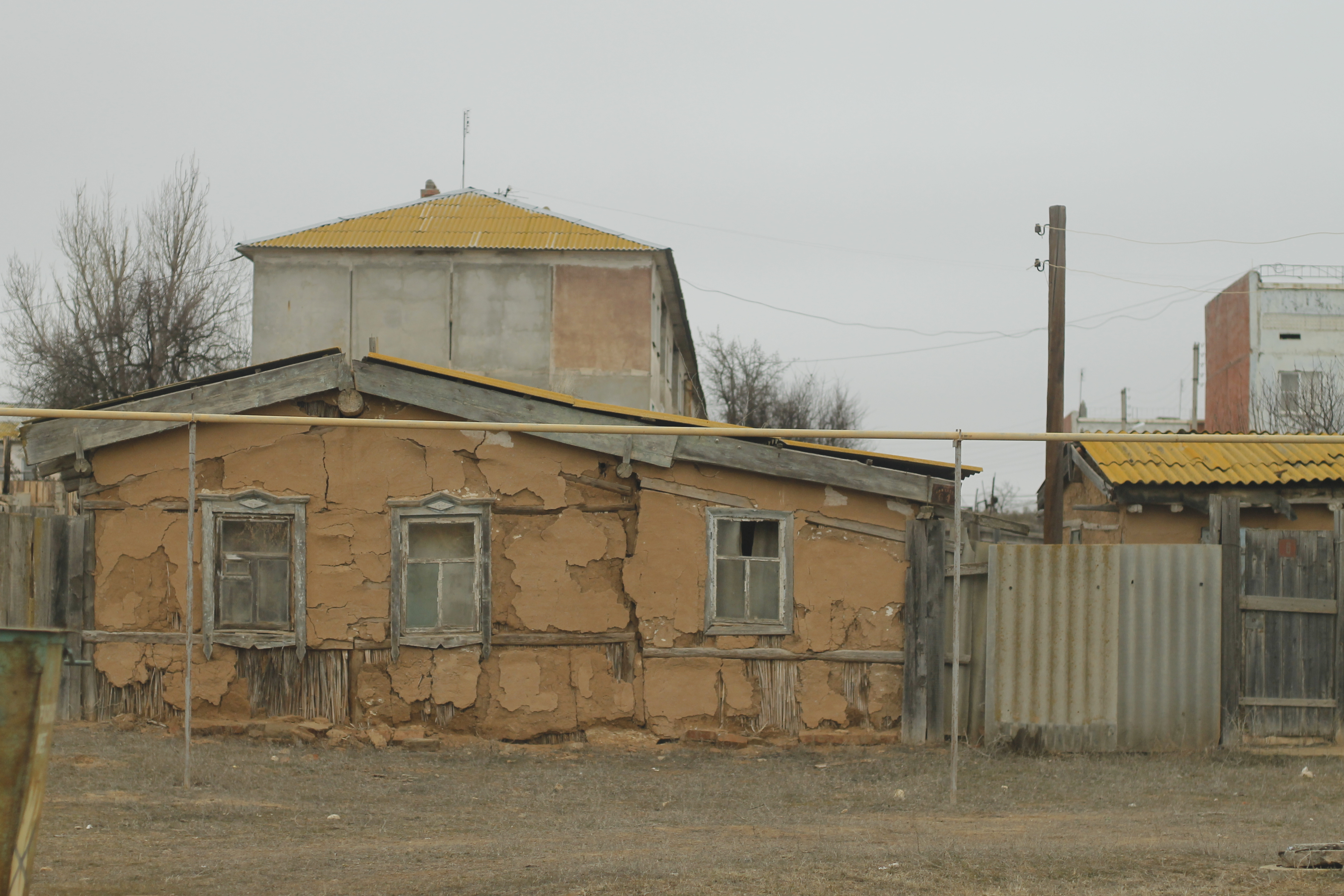
Камышитовый дом в Бурунах
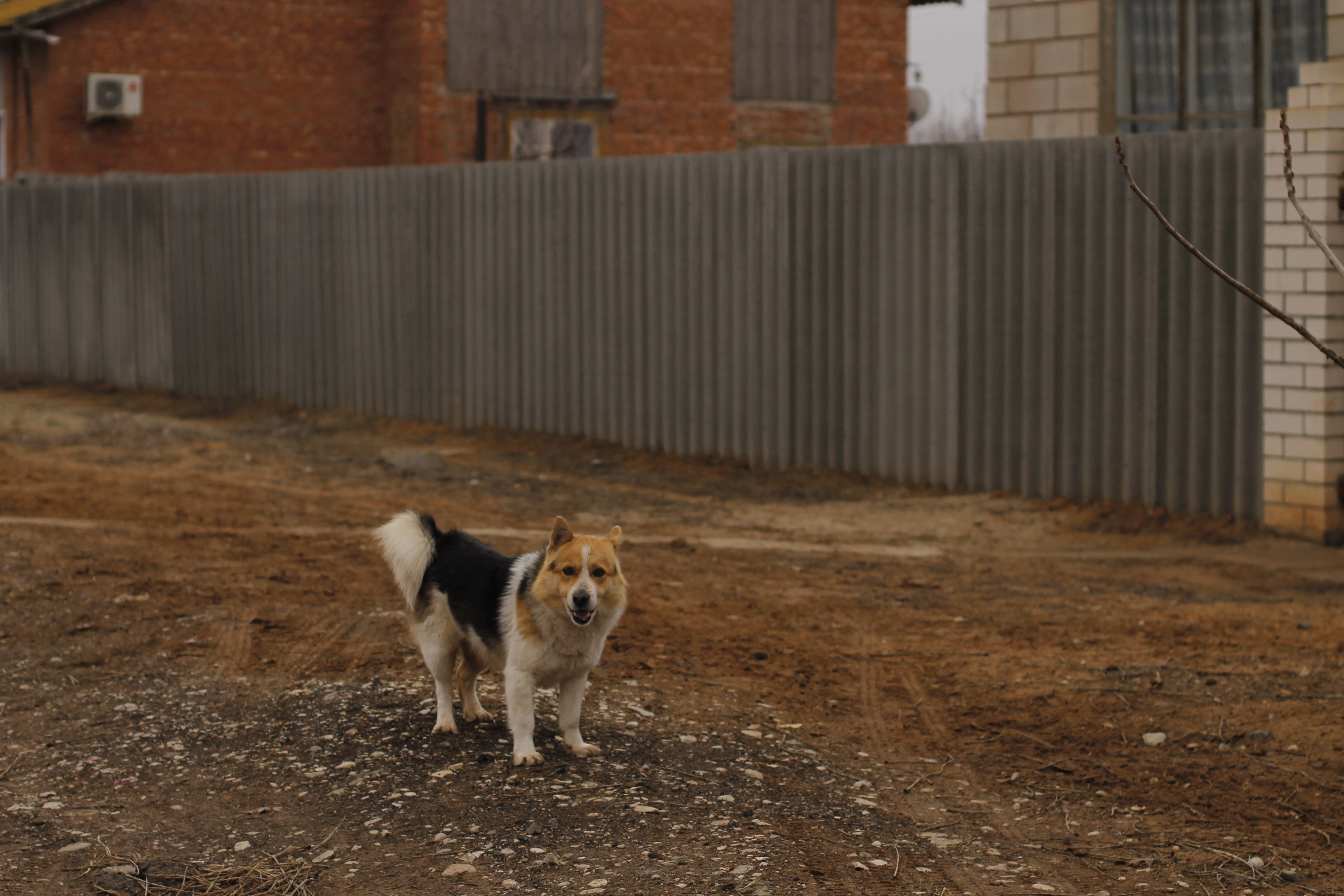
Собака в Бурунах
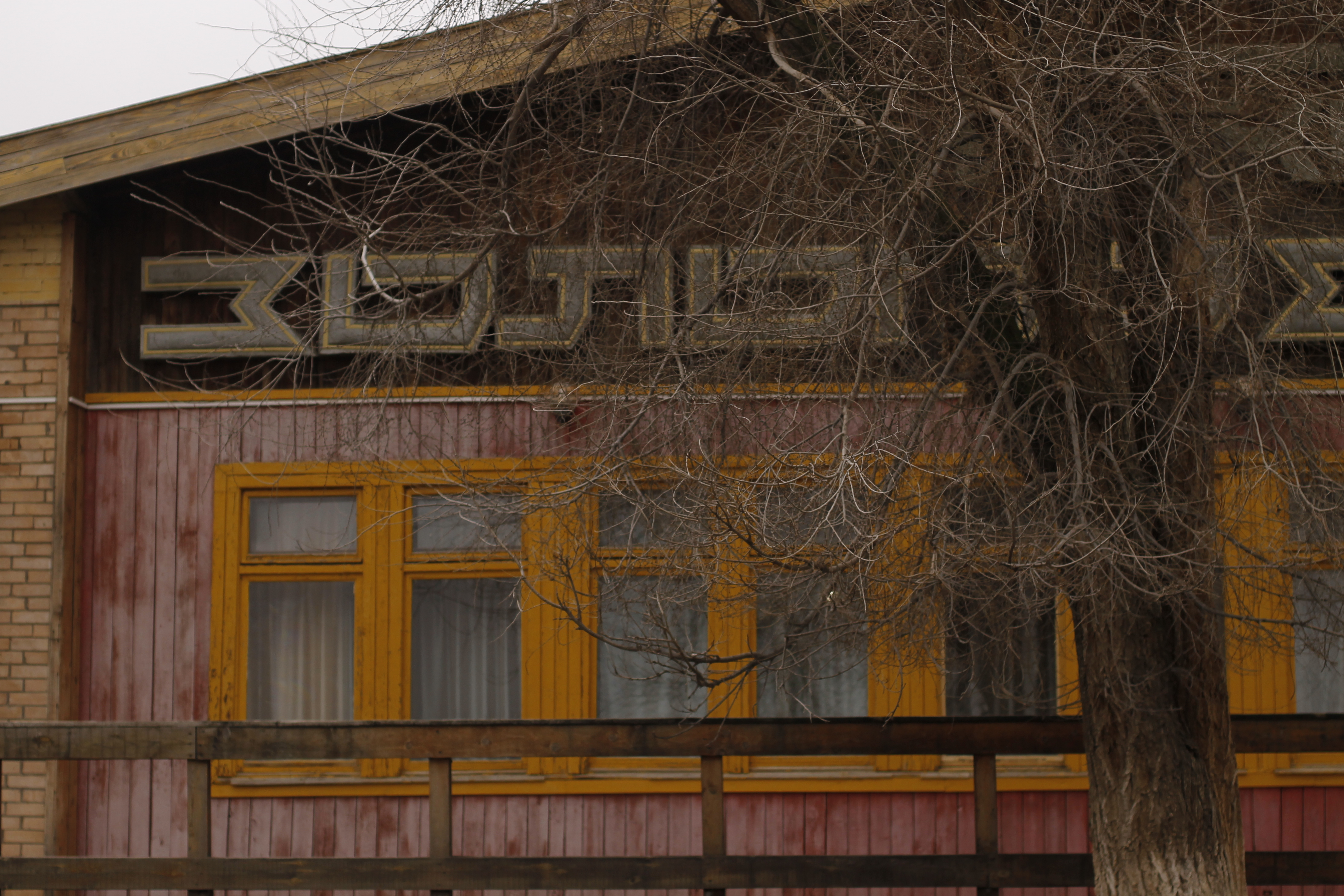
Ресторан «Золотое руно»
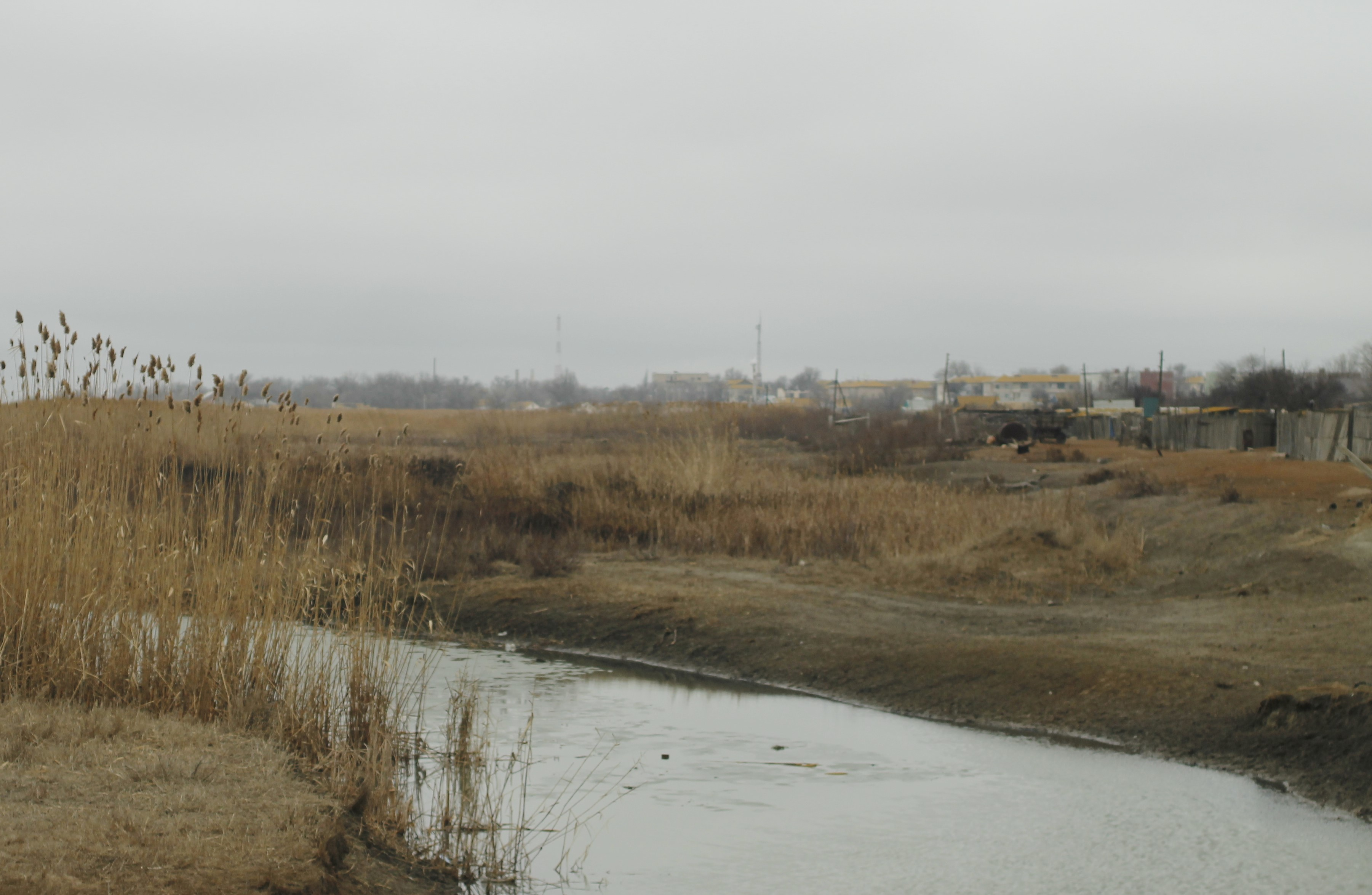
Ильмень Чичин на окраине села
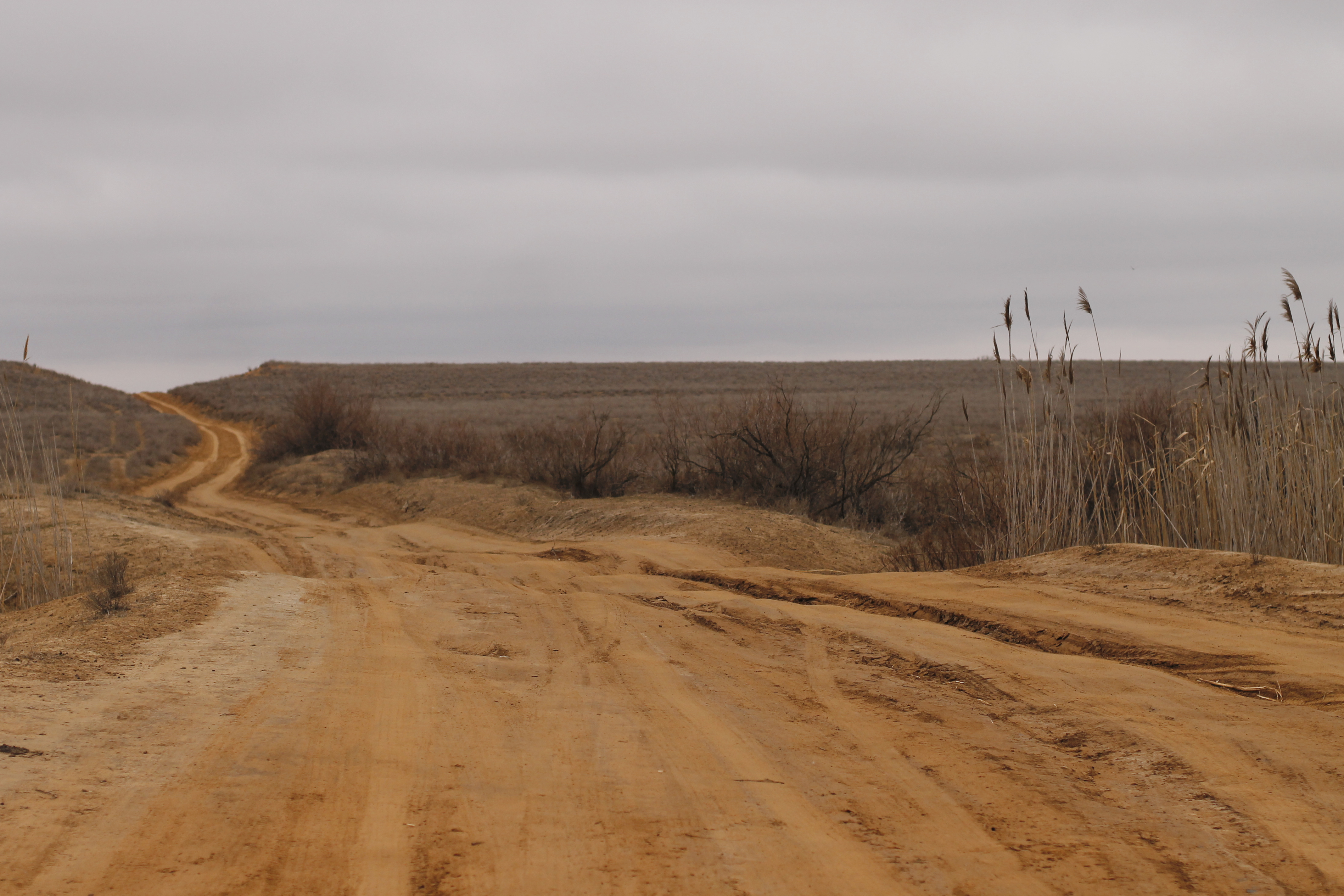
Дорога в степи недалеко от Бурунов